# Sarah Naud
Sarah Naud est une directrice artistique, graphiste française connue pour avoir travaillé pour de nombreuses enseignes de luxe comme Chanel, Louis Vuitton, Hermès . Elle est basée à Paris,.